# Alpii Scandinaviei
Alpii Scandinaviei sunt un lanț muntos din Europa, care se întinde pe tot parcursul Peninsulei Scandinave, trecând prin Norvegia și Suedia. Lungimea lanțului muntos este de 1700 km. Cel mai înalt vârf este Galdhøpiggen, cu 2469 m altitudine. Partea de nord-vest a Munților Scandinaviei este erodată masiv de Marea Norvegiei, formându-se astfel fiordurile.

## Geografia

### Orogeneza
Muntii Scandinaviei s-au format prin orogeneza caledoniană.

### Hidrografia
Sunt prezente un număr mare de lacuri glaciare, de dimensiuni mici. Majoritatea râurilor sunt mici, și se varsă în Golful Botnic. Printre râuri se pot aminti următoarele: Otra, Dal, Ume, Pite, Lule, Kemi.
Lacuri:Lacul Storsjön.

## Clima
Clima este temperat-oceanică, rece, caracterizată prin precipitații destul de dese. Clima oceanică, cu un plus de umiditate datorită circulației vestice sud-vestice asociată cu influența curentului cald al Golfului, introduce una din importantele anomalii pozitive ale latitudinii, încât temperaturile medii în luna ianuarie se mențin la 0 °C. Acest fenomen face posibil, prin neînghețarea apelor, transportul maritim chiar și în nordul Mării Norvegiei. Clima blândă a unor fiorduri, o urmare a influenței aceluiași curent cald, influențează favorabil producția unor pomi fructiferi. Valorile sunt moderate, temperaturile lunii iulie netrecând de 15 °C.
Munții Scandinaviei introduc o asimetrie climatică separând vestul umed de estul din ce în ce mai continental. În aceste condiții, în vestul și sudul peninsulei apar ploi bogate de toamnă și iarnă.

## Flora
În Munții Scandinaviei este prezentă vegetația până la 2000 m altitudine. Cea mai des întâlnită formă de vegetație este pădurea mixtă. Alte forme sunt tundra și flora de câmpie.